# Stichopogon mitjaevi
Stichopogon mitjaevi är en tvåvingeart som beskrevs av Pavel Lehr 1975. Stichopogon mitjaevi ingår i släktet Stichopogon och familjen rovflugor. Inga underarter finns listade i Catalogue of Life.